# Buława Władysława Zygmunta Wazy
Buława Władysława Zygmunta Wazy – broń paradna należąca prawdopodobnie do księcia Władysława Zygmunta, późniejszego króla Władysława IV Wazy. Stanowi jeden z najcenniejszych okazów buław w kolekcjach polskich. Znajduje się w zbiorach Zamku Królewskiego na Wawelu.

## Historia

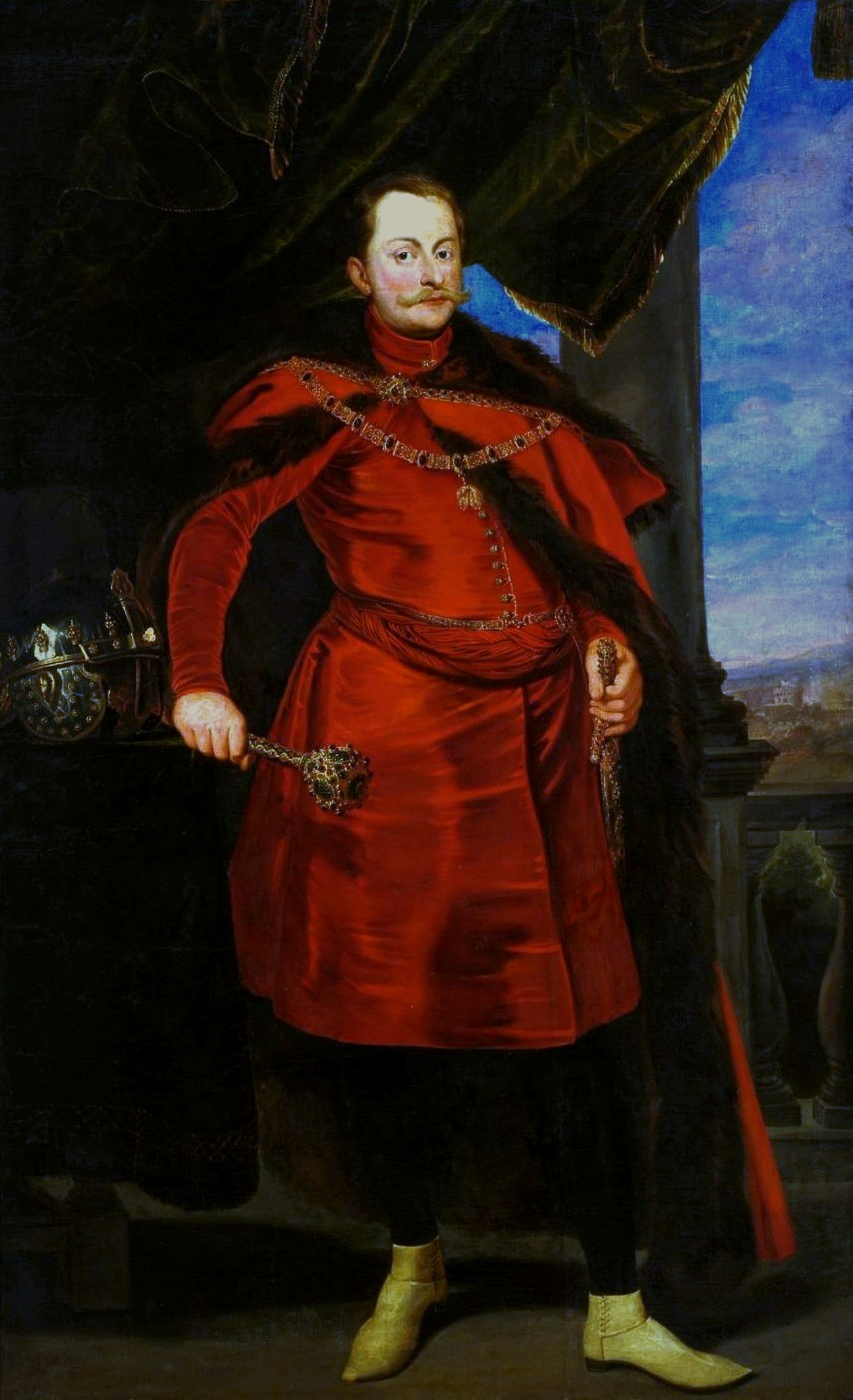
Na portrecie z ok. 1626 roku zobrazowano królewicza w stroju polskim, trzymającego w ręku buławę

Buława pochodzi prawdopodobnie z drugiej połowy XVI wieku, z terenów imperium osmańskiego, gdzie istniały warsztaty specjalizujące się w produkcji tego typu broni, m.in. w Stambule za panowania Murada III. O przynależności buławy do królewicza świadczy portret Władysława Zygmunta Wazy w stroju polskim. Na obrazie widać, że królewicz trzyma w ręku buławę niemal identyczną z tą zachowaną w zbiorach wawelskich. Ta sama broń została też odwzorowana na wykonanym w 1738 roku portrecie Michała Kazimierza Radziwiłła „Rybeńki”. W zbiorach Zamku Królewskiego na Wawelu buława znajduje się od 1924 roku, kiedy na mocy traktatu ryskiego rewindykowano ją z Rosji. W 1939 roku (kampania wrześniowa) została ewakuowana z Polski wraz z częścią najcenniejszych muzealiów. W 1959 roku wróciła z Kanady do Krakowa. Eksponowana jest na wystawie „Nowy Skarbiec Koronny”.

## Opis

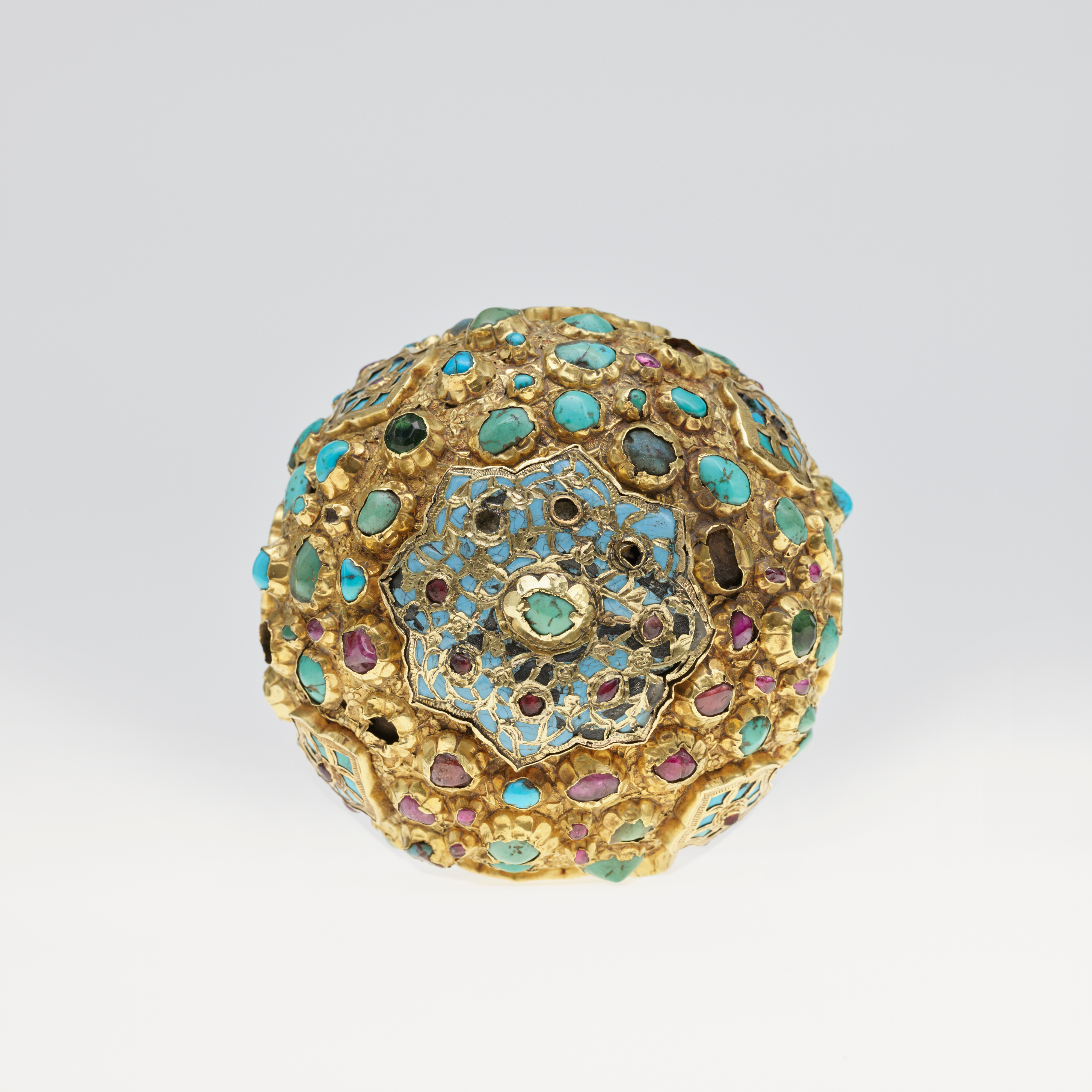
Buława księcia Władysława Zygmunta Wazy

Na przestrzeni XVII  i XVIII wieku buławy traktowano jako oznaki władzy wojskowej, przynależne hetmanom wielkim i polnym, zarówno w Koronie, jak i w Wielkim Księstwie Litewskim. Charakteryzowały się one osadzonym na trzonku zakończeniem w postaci kulistej lub gruszkowatej głowicy. Generalnie broń tę produkowano według wzorów węgierskich, tureckich bądź perskich, lub też sprowadzano z tych krajów. Przemawiają za tym ogólne proporcje broni i bogata kolorystyka. Głowica, pokryta drobnym ornamentem roślinnym, jest gęsto wysadzana turkusami i rubinami oraz dekorowana medalionami inkrustowanymi błękitną emalią. Trzonek podzielony na trzy segmenty – dolny i górny zdobione jak głowica, środkowy ze spiralnie biegnącą wicią roślinną. Perski rodowód ma przede wszystkim technika zwana firuzekari, polegająca na inkrustacji z użyciem turkusów. Obiekt ten stanowi jeden z najcenniejszych okazów buław w zbiorach polskich.